# SSD Calcio San Donà
Società Sportiva Dilettantistica Calcio San Donà byl italský fotbalový klub sídlící ve městě San Donà di Piave. Klub byl založen v roce 1922 pod názvem SC Ardita. V roce 1945 byl klub přejmenován na AC San Donà. Klub hrál v Serii C2 od sezóny 1994/95 až do sezóny 1998/99, kdy postoupil do Serie C1. O rok později klub opět sestoupil do Serie C2, později do Serie D. V roce 2001 klub prodal licenci na Serii D klubu US Città di Jesolo, který do té doby hrával pouze Promozione. Ve stejném roce byl přejmenován na AC Sandonà 1922. V roce 2010 klub odkoupil licenci na Serii D právě od zaniklého US Città di Jesolo, dostalo se mu také nového názvu SanDonàJesolo Calcio. Klub se po sezóně 2012/13 odhlásil ze Serie D a byl následně zlikvidován.